# Love Snack
Love Snack è una sitcom televisiva italiana trasmessa su Italia 1 dal 23 gennaio 2017.  La seconda stagione è andata in onda dall'8 gennaio 2018.

## Episodi
| Stagione         | Prima TV | Episodi |
| ---------------- | -------- | ------- |
| Prima stagione   | 2017     | 30      |
| Seconda stagione | 2018     | 30      |

## Personaggi e interpreti

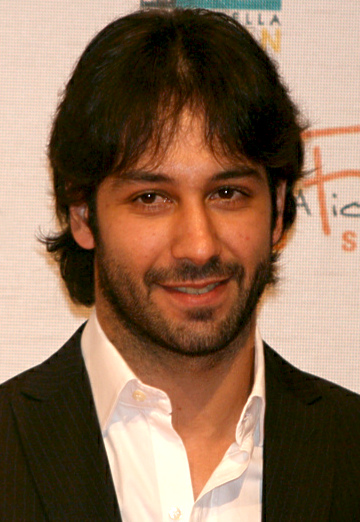
Matteo Branciamore
- Brenda Lodigiani (1ª stagione)
- Chiara Mastalli (2ª stagione)

- Matteo Branciamore